# Виллер-ла-Виль (Бельгия)
Вилле́р-ла-Виль (фр. Villers-la-Ville) — коммуна в Валлонии, расположенная в провинции Валлонский Брабант, округ Нивель. Принадлежит Французскому языковому сообществу Бельгии. На площади 47,45 км² проживают 9572 человека (плотность населения — 202 чел./км²), из которых 49,49 % — мужчины и 50,51 % — женщины. Средний годовой доход на душу населения в 2003 году составлял 13 927 евро.
Почтовый код: 1495. Телефонный код: 071.